# The Star (Malásia)
The Star é um jornal de língua inglesa da Malásia. Baseado na cidade de Petaling Jaya, foi estabelecido em 1971 como um jornal regional em Penang. É o maior jornal pago em inglês em termos de circulação na Malásia, de acordo com o Audit Bureau of Circulations. Tem uma circulação diária de cerca de 250.000 mil exemplares (dados referentes de janeiro de 2017).
The Star é um dos jornais membros da Asia News Network e pertence a Star Media Group.

## História
O The Star foi publicado pela primeira vez como um jornal diário regional de Penang, em 9 de setembro de 1971. Sua circulação passou a ser nacional em 3 de janeiro de 1976, quando abriu seu novo escritório em Kuala Lumpur. Em 1978, a sede do jornal foi transferida para Kuala Lumpur. Ao longo dos anos, o The Star continuou a se expandir. Em 1981, mudou sua sede de Kuala Lumpur para Petaling Jaya, para acomodar um número crescente de funcionários e dispositivos tecnológicos. Em 1987, o jornal foi uma das publicações cujas licenças foram retiradas na Operação Lalang.  Ele voltou a publicar cinco meses depois, em março de 1988, mas após seu retorno, o The Star perdeu seu "lado liberal" anterior.
A posição dominante do The Star como principal jornal em língua inglesa da Malásia tem sido, durante décadas, um benefício significativo para seu principal acionista, o partido político da Associação Chinesa da Malásia (MCA) (que governou a partir da independência da Malásia até o ano de 2018, como um membro menor da Coalizão de Barisan Nasional). Entre os anos de 1997 e 2007, estimou-se que o braço de investimentos da MCA, a Huaren Holdings, arrecadou MYR 270 milhões em dividendos. 

## Edições
O The Star (diário) e o Sunday Star (semanal) são publicados em cinco edições no total. Duas edições cobrem os estados peninsulares do norte de Penang, Quedá, Perlis, Kelantan e o norte de Perak, enquanto outras duas edições cobrem o restante do país. Em março de 2010, o jornal passou a publicar uma edição separada para o estado de Sarawak.
Existem duas plantas de impressão principais que publicam quatro edições do The Star diariamente. As edições do norte são impressas no Star North Hub em Bayan Lepas, Penang, enquanto as outras duas edições são impressas no Star Media Hub em Bukit Jelutong, Shah Alam, Selangor.